# Grand incendie de Chicago
Le Grand incendie de Chicago (Great Chicago Fire) est un incendie ayant lieu du 8 au 10 octobre 1871 à Chicago (Illinois, États-Unis). Environ 300 personnes perdent la vie, 17 500 bâtiments sont détruits dans de nombreux quartiers de la ville et 100 000 personnes (soit à peu près le tiers des habitants) se retrouvent sans abri à la suite de la tragédie.
La cause directe de l'incendie ne fait pas consensus. Deux théories principales, très différentes l'une de l'autre, sont avancées pour expliquer l'origine de la catastrophe. La première évoque une vache renversant une lampe à kérosène et allumant un feu dans une grange, tandis que l'autre explique l'incendie par une pluie de météorites[à vérifier]. Une longue période de conditions venteuses chaudes et sèches ainsi que les constructions en bois répandues à travers la ville favorisent par la suite la propagation rapide de l'incendie.
Des aides financières et matérielles provenant des quatre coins du pays et d'Europe affluèrent vers la ville juste après l'incendie. Le gouvernement de Chicago améliora les codes du bâtiment pour mettre un terme à la propagation rapide d'hypothétiques futurs incendies et la ville fut reconstruite rapidement selon des normes plus élevées[à vérifier].
L'incendie est l'une des plus grandes catastrophes survenues au XIXe siècle aux États-Unis et occasionne un tournant dans l'histoire de Chicago. En effet, la ville devint rapidement un laboratoire pour certains des architectes les plus influents du pays et sa reconstruction lui permit de mieux se développer d'un point de vue économique, architectural et urbanistique, et de devenir une des villes les plus modernes d'Amérique du Nord,.
Bien que d'autres grandes villes américaines aient subi des sinistres semblables (dans son histoire, la ville de New York doit faire face à sept incendies dont deux incendies majeurs, en 1776 et 1835 ; le 6 novembre 1872, ce sont 27 hectares de Boston qui sont détruits par les flammes), peu marquent autant les esprits que celui de Chicago. L'image de la ville en est indissociable. L'événement donnera ainsi lieu à une littérature abondante et à plusieurs films et chansons.

## Chronologie

### Origine de l'incendie

Le centre de Chicago dans les années 1860 avant d'être totalement détruit par le Grand incendie de 1871 (lithographie par Currier and Ives).

L'incendie s'est déclaré dans un quartier situé à environ 2,7 kilomètres au sud-ouest du centre-ville (actuel secteur du Loop). Selon certaines sources reprises dans le livre A History of Chicago, volume 3 : The Rise of a Modern City, 1871-1893 (paru en 1957) de l'historienne américaine Bessie Louise Pierce, spécialiste de l'histoire de Chicago, le principal foyer de l'incendie aurait été constaté par les autorités le dimanche 8 octobre vers 21 heures dans ou autour d'un petit hangar appartenant à Patrick et Catherine O'Leary au 137 DeKoven Street (dans une zone située approximativement entre ce qui est connu aujourd'hui comme étant les quartiers de Little Italy au nord et Pilsen au sud ; dans la partie sud-est de l'actuel secteur de Near West Side).

### Rapidité de l'incendie
Une longue période de conditions venteuses chaudes et sèches, et les constructions en bois répandues à travers la ville ont favorisé la propagation rapide de l'incendie. En effet, à l'époque, plus des deux tiers des structures de Chicago sont faites entièrement en bois. La plupart des maisons et des bâtiments sont également recouverts de toits de goudron ou de bardeaux hautement inflammables. Les habitations en bois se touchaient presque comme dans une ville européenne du Moyen Âge et se mélangeaient avec des constructions plus solides mais elles aussi avec des infrastructures en bois. Les flammes sautaient de toitures en toitures ensevelissant tout ce qui se trouvaient entre. Même la rivière Chicago, pourtant large, eut du mal en certains endroits à servir de barrière de protection tellement l'incendie était intense. Les sautes de feu passèrent au-dessus de la branche sud de la rivière Chicago et les brindilles enflammées s'envolèrent et enflammèrent les zones situées sur l'autre rive, engendrant de nouveaux départs de feu qui détruisirent une grande partie du centre-ville, puis se propagèrent vers le nord et sautèrent la branche principale de la rivière, mettant ainsi le feu aux quartiers de River North et Streeterville (secteur de Near North Side).

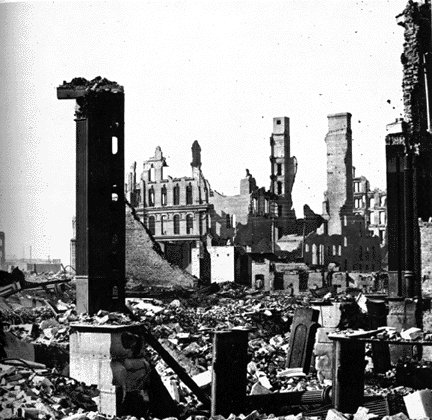
Vue sur l'intersection de Dearborn Street et Monroe Street après les dégâts causés par l'incendie.

Quand l'incendie démarre, les voisins se précipitèrent pour protéger la maison des O'Leary en face de l'étable d'où le feu provenait ; elle n'a d'ailleurs subi que des dommages mineurs. Cependant, le service des sapeurs pompiers du Chicago Fire Department (CFD) n'a reçu la première alerte qu'à 21 h 40 et des vents forts soufflèrent depuis le sud-ouest, en direction du centre-ville. Lorsque les pompiers arrivèrent sur DeKoven Street, le feu s'était étendu et s'était propagé aux bâtiments voisins et progressait vers le quartier central des affaires. Les pompiers espérèrent que le bras sud de la rivière Chicago agirait comme un coupe-feu naturel. Des vents brûlants ont conduit les flammes au nord-est et le feu passa finalement la branche sud de la rivière Chicago après minuit. Ce qui aida la progression de l'incendie fut la proximité entre les bâtiments en bois, les trottoirs surélevés en bois, les bateaux encombrant la rivière et la présence de bois et de charbon à la vente le long de la rivière. L'amplitude de la fournaise généra des vents et une chaleur si importants que des toits s'enflammèrent bien loin des lieux où l'incendie faisait rage. Alors que de plus en plus de bâtiments succombaient aux flammes, un facteur majeur contribuant à la propagation du feu fut le phénomène météorologique connu sous le nom de « tourbillon de feu ». En effet, lorsque l'air surchauffé monte, il entre en contact avec de l'air plus frais et commence à tourner, créant un effet de tornade. Ces tourbillons de feu ont probablement joué un rôle important dans le fait que des débris enflammés soient montés si haut et si loin. Ces débris ont été soufflés à travers le bras principal de la rivière Chicago jusqu'à un wagon transportant du kérosène.

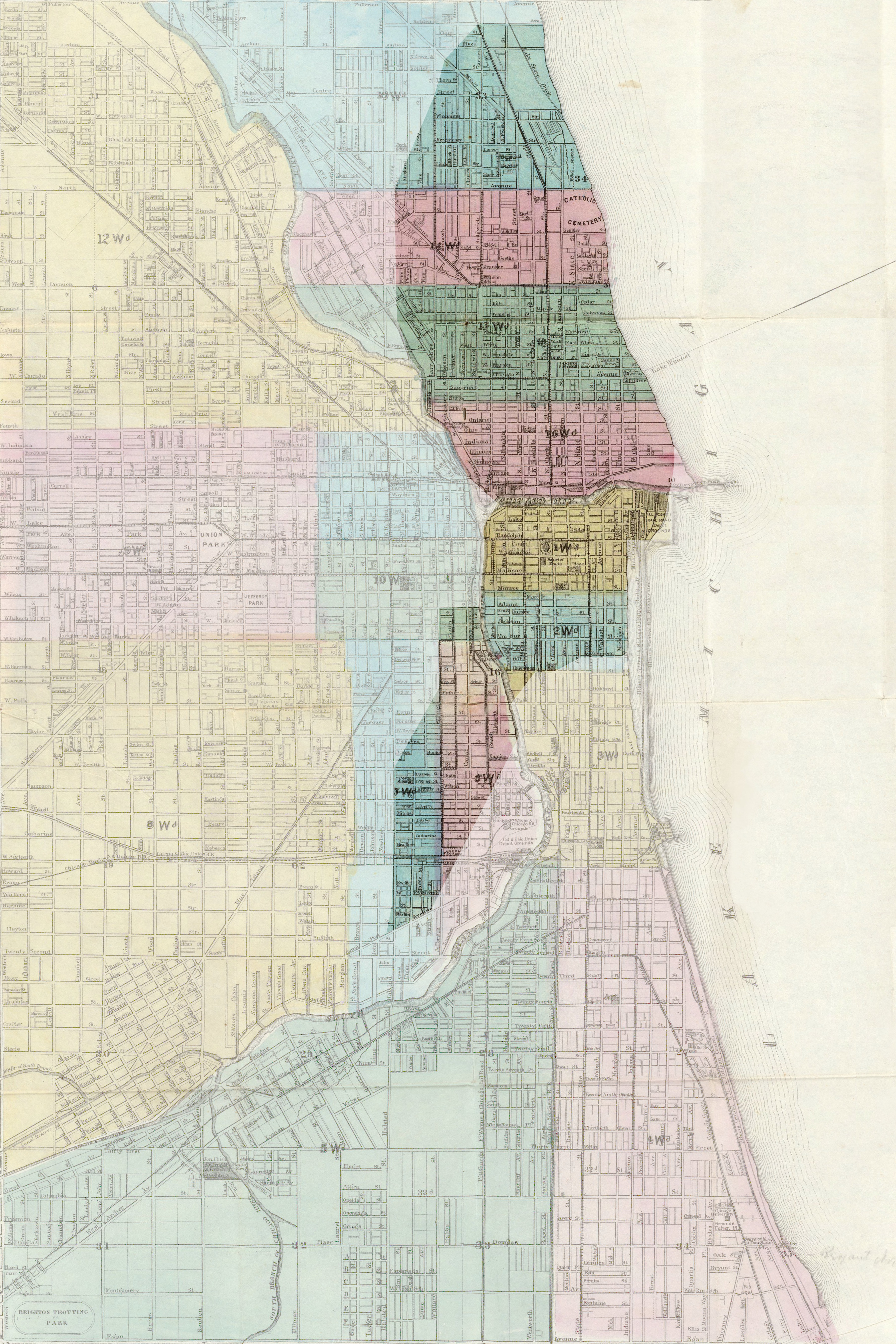
Carte de Chicago en 1871 ; la partie sombre représente les quartiers touchés par l'incendie.

Au cours de son passage dans le quartier des affaires (actuel secteur du Loop) et des zones limitrophes, le feu détruisit des hôtels, des grands magasins, des petits commerces, des bureaux, l'hôtel de ville de Chicago (Chicago City Hall), des bâtiments administratifs, l'opéra de la ville et des salles de théâtres, une partie des collections de la Chicago Historical Society (actuel musée d'histoire de Chicago), des églises et des imprimeries. Le feu continua sa progression vers le nord, entraînant les personnes le long des ponts enjambant la rivière Chicago. L'incendie sauta la branche principale de la rivière et continua à travers les maisons et villas de la partie nord de la ville (actuels secteurs de Near North Side et Lincoln Park). Des habitants finirent par atteindre le vaste parc de Lincoln Park dans le secteur du même nom et les berges du lac Michigan, où des milliers d'entre eux trouvèrent refuge.
À cette époque, le Chicago Fire Department (service de lutte contre les incendies de Chicago) ne compte que 185 hommes avec 17 pompes à eau tirées par des chevaux pour protéger toute la ville. La réponse initiale des pompiers est rapide, mais en raison d'une erreur du gardien, Matthias Schaffer, les pompiers ont été envoyés au mauvais endroit, permettant au feu de se développer sans contrôle. En plus du manque de personnel, les équipements dont ils disposent sont vétustes et inadaptés à leurs besoins. Les prises d'eau qui leur sont réservées sont trop peu nombreuses et le diamètre des canalisations est trop réduit. Sans compter que ces conduites, qui datent pour beaucoup des années 1840, sont souvent corrodées, voire percées. L’incendie aurait été incontestablement moins destructeur si les infrastructures de travaux publics avaient été de meilleure qualité. De plus, les pompiers sont épuisés car ils ont dû combattre plus tôt dans la journée plusieurs débuts de feux attisés par la sécheresse et le vent. L'incendie gagne ainsi en puissance au fil des heures. En effet, il est tombé à peine cinq centimètres d'eau en trois mois. Ce déficit pluviométrique a aussi pour conséquence de réduire considérablement les réserves d'eau des pompiers. Tous ces facteurs combinés transformèrent un petit feu de grange en un gigantesque incendie incontrôlable.
Le feu finit par s'éteindre, aidé en cela par la disparition des vents et une fine pluie qui finit par tomber tard dans la nuit de lundi. De son point de départ de la maison des O'Leary, il a brûlé pratiquement 48 blocs entre la rivière Chicago à l'ouest, Congress Street au sud-est, Canal Port Avenue à l'intersection de Jefferson Street au sud-ouest, Halsted Street au nord-ouest, et Belden Avenue (actuelle Fullerton Avenue) au nord-est, ravageant ainsi la quasi-totalité du centre-ville et plusieurs quartiers situés au nord et à l'ouest de ce dernier.

## Origine

### Théorie de la vache

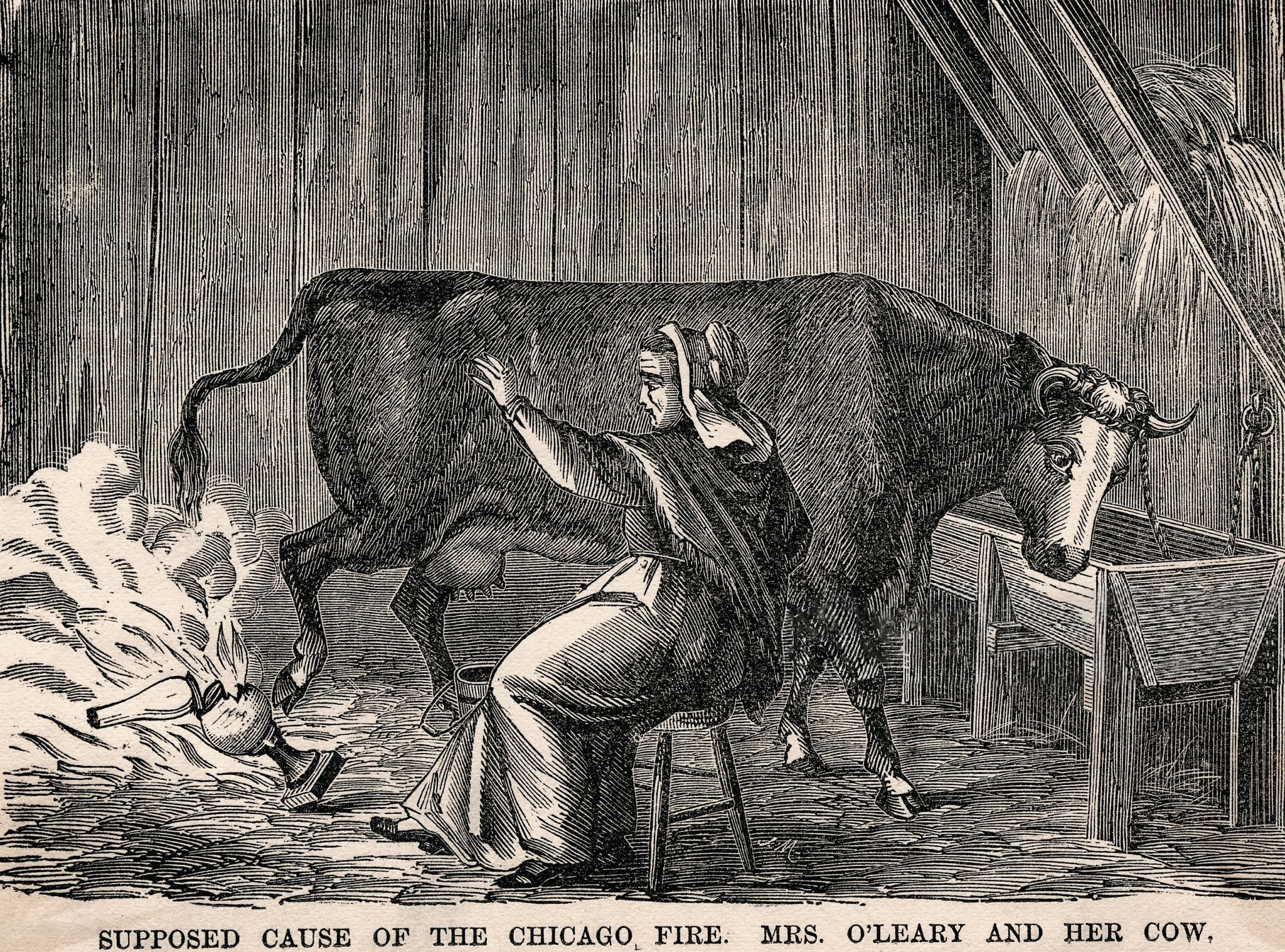
Mme O'Leary et sa vache, par John R. Chapin, publié dans le magazine Harper's Weekly (en octobre 1871).

L'histoire la plus connue veut que cet incendie ait été amorcé par une vache ayant rué dans une lampe à kérosène, mettant ainsi le feu à du foin, dans la grange de Patrick et Catherine O'Leary au 137 DeKoven Street. L'histoire circulait déjà dans Chicago avant même que les flammes ne s'éteignent et elle s'est vue publiée dans la première édition du Chicago Tribune après l'incendie. Les caricatures publiées dans les journaux, notamment celles de O. W. Mull, popularisent cette histoire. La plupart des journaux américains consacrent leur une à l'événement, à l'instar du New York Times. Les journalistes dépeignaient Kate O'Leary comme une alcoolique ayant mis le feu pour se venger car elle aurait été rayée des listes de l'aide sociale de la ville. Elle n'a jamais été photographiée mais les journaux publiaient des photos censées la représenter en train de traire sa vache (voir image ci-contre). Catherine O'Leary était le parfait bouc émissaire : elle était une femme, immigrée d'origine irlandaise et de confession catholique – une combinaison qui ne valait pas grand-chose dans le climat politique du Chicago de l'époque. En effet, les immigrants irlandais catholiques étaient particulièrement mal vus dans une Amérique majoritairement protestante. Le stéréotype de l'Irlandais « buveur, teigneux et bagarreur » était très répandu.

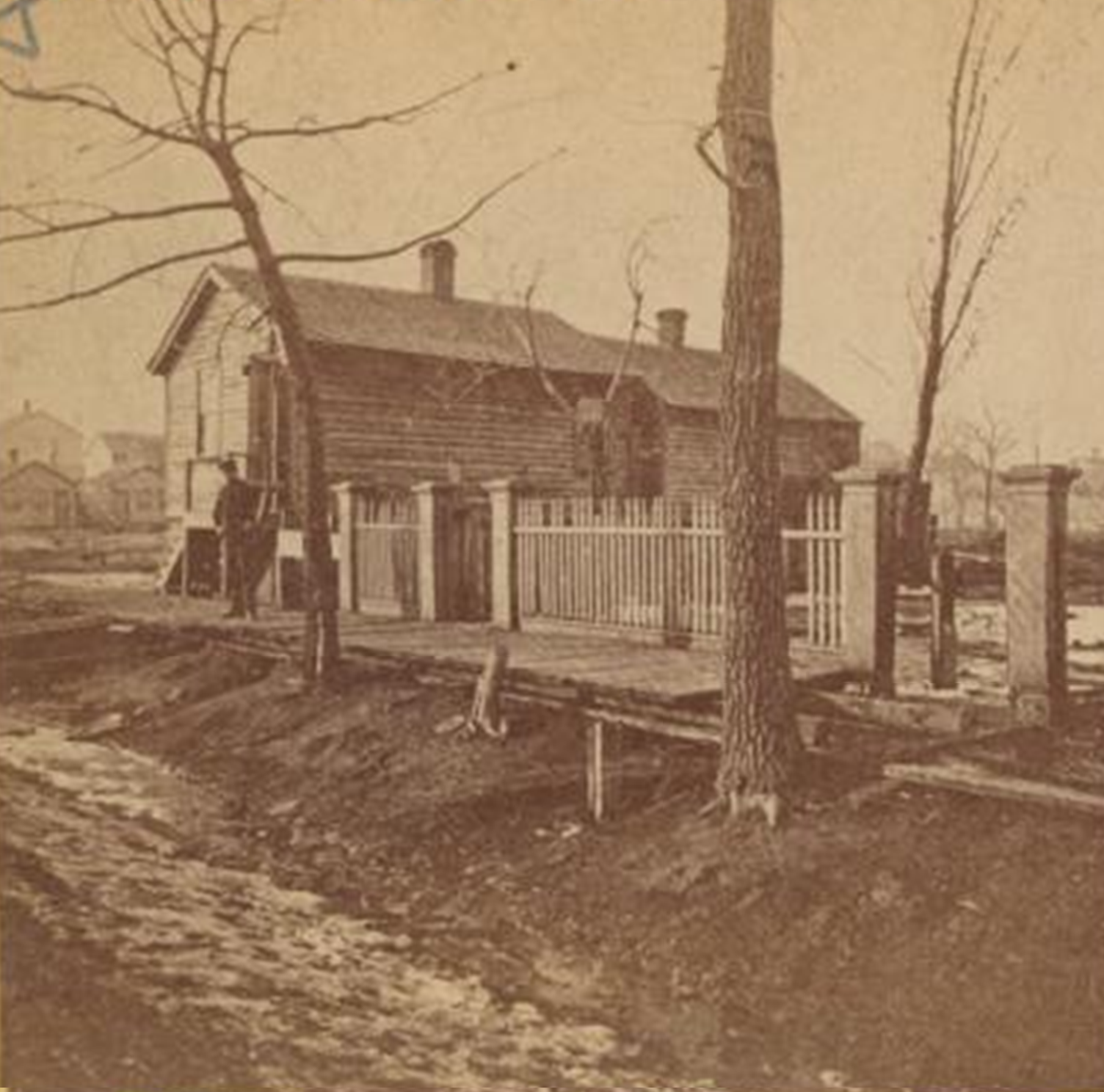
La maison de la famille O'Leary au 137 DeKoven Street (1871).

Michael Ahern, le journaliste qui avait inventé cette histoire de vache, admit lui-même en 1893 qu'il avait tout imaginé, car il pensait faire un article haut en couleur. En effet, vingt-deux ans après les faits, Ahern reconnaît auprès d'un collègue, John Kelley, qu'avec deux autres journalistes, James Haynie et John English, « il a concocté l'histoire de la vache donnant un coup de pied à la lampe ». L'idée leur en est venue car on a retrouvé au milieu des décombres de l'étable des O'Leary une lampe à kérosène brisée. Il est néanmoins indéniable que, même si la vache des O'Leary avait été l'élément déclencheur de l'incendie, son intervention n'aurait pas pu à elle seule provoquer la destruction d'une grande partie de Chicago. D'autres éléments entrent en ligne de compte.
Plus récemment, l'historien amateur Richard Bales en est arrivé à la conclusion que le feu aurait d'abord pris naissance lorsque Daniel Sullivan, qui a été le premier à informer les autorités des événements, a enflammé du foin dans la grange pendant qu'il essayait de voler du lait. Cependant, des preuves mises en évidence dans le Chicago Tribune par Anthony DeBartolo suggèrent que Louis M. Cohn pourrait avoir déclenché le feu lors d'une partie de craps. Dans un texte aujourd'hui disparu, Cohn aurait avoué avoir déclenché l'incendie selon l'auteur Alan Wykes dans son livre The Complete Illustrated Guide to Gambling paru en 1964.
Les journaux continuent de donner un large écho à la vache de Catherine O'Leary bien que ces éléments d'explication soient rendus publics. Les responsables municipaux y trouvent aussi leur compte car le sensationnel qui entoure la vache des O'Leary fait plus vendre que la description des équipements vétustes utilisés par les pompiers ou des dysfonctionnements des services publics. En 1938 encore, le film L'Incendie de Chicago (In Old Chicago) de Henry King accrédite cette histoire de vache. Il faudra attendre plus d'un siècle pour qu'on reconnaisse que cette histoire relève du mythe.

### Théorie des météorites

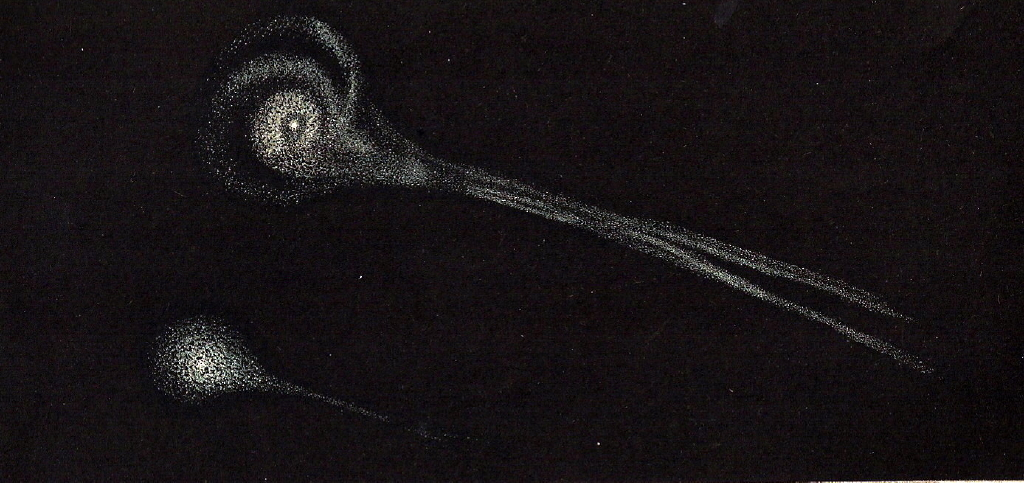
La comète de Biela en février 1846.

Une autre théorie, évoquée pour la première fois en 1882, est que le Grand incendie de Chicago fut déclenché par une pluie de météorites. En 2004, lors d'une conférence de l'Aerospace Corporation et de l'American Institute of Aeronautics and Astronautics, Robert Wood, ingénieur et physicien retraité de l'entreprise de construction aéronautique McDonnell Douglas,, a suggéré que le feu a démarré à la suite de l'explosion de la comète de Biela au-dessus de la région du Midwest. Que quatre foyers d'incendie se soient déclarés le même jour sur les rives du lac Michigan, amène à penser à une cause commune.
Des témoins visuels ont rapporté des combustions spontanées, l'absence de fumée, des « boules de feu » tombant du ciel et des flammes bleues. Selon Wood, ces rapports font penser que les foyers d'incendie ont été déclenchés par le méthane généralement contenu dans les comètes. Cette hypothèse est renforcée par le fait que des incendies similaires se déroulèrent dans la région des Grands Lacs, dont notamment le grand incendie de Peshtigo, dans l'État du Wisconsin, au même moment que l'incendie de Chicago, et détruisirent plusieurs villes de la péninsule supérieure du Michigan. Des incendies dans les forêts environnantes, attisés par un vent violent soufflant du sud-ouest, atteignent une intensité telle qu'une tornade de vent et de flammes se forme et, se déplaçant à 10 km/h, atteint la ville de Peshtigo dans la soirée du 8 octobre vers 20 heures 30, et la raye de la carte en quelques heures. La petite ville de Holland, située dans le Michigan (mais à plus de 100 kilomètres de Chicago), fut détruite par un gigantesque incendie le 9 octobre 1871. Une série de feux de forêt simultanés frappèrent l'État du Michigan en 1871 et ont peut-être été causés (ou du moins renforcés) par les mêmes vents qui ont attisé le Grand incendie de Chicago. Certains pensent que la foudre ou même des pluies de météorites pourraient avoir déclenché les incendies. Plusieurs villes et villages, dont Alpena, Holland, Manistee et Port Huron, ont subi de graves dommages ou ont été intégralement détruits.
D'autres contestent cette théorie, arguant que les météorites sont froides au toucher lorsqu'elles atteignent la surface de la Terre, et qu'il n'y a aucun rapport crédible d'un incendie n'importe où ayant été déclenché par une météorite,.

## Bilan humain et matériel

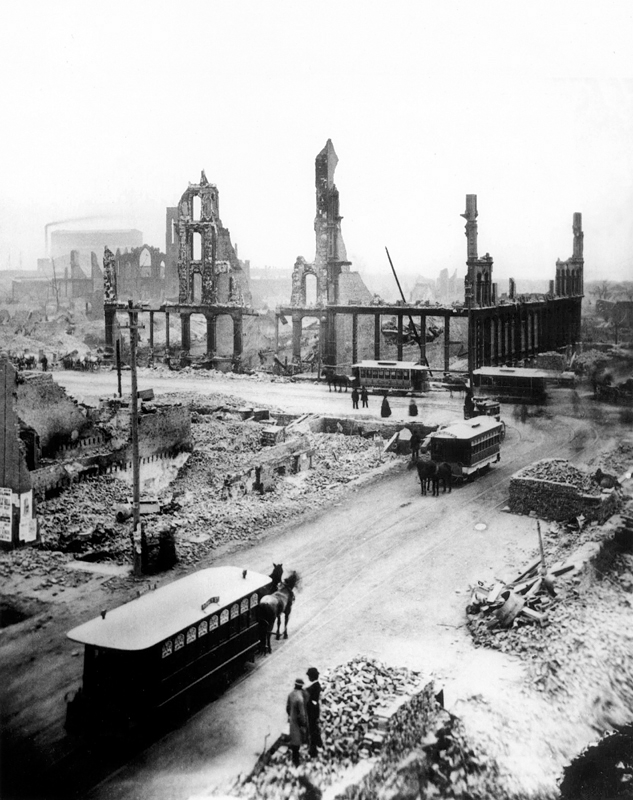
Les bâtiments et les rues du centre-ville de Chicago sont totalement dévastés à la suite du sinistre. Des tramways tirés par des chevaux tentent de se frayer un chemin au milieu des décombres.

Une fois l'incendie éteint, les décombres étaient trop chauds pour permettre un inventaire complet des dommages avant plusieurs jours. Finalement, le feu a détruit une surface de 6 kilomètres (4 miles) par 1 kilomètre (3/4 miles), soit environ 9 km2 (2 000 acres). Cet espace comprenait plus de 120 kilomètres de route, 190 kilomètres de trottoirs, 2 000 lampadaires, 17 500 bâtiments (sur les 59 500 bâtiments de la ville, soit environ 30 %) et 222 millions de dollars (environ 4,7 milliards de dollars en 2020) en valeur foncière soit un tiers de la valeur totale de la ville. Les dégâts sont si considérables que 58 compagnies d'assurance font faillite. Sur 300 000 habitants, 100 000 étaient sans-abri. Les journaux locaux ont rapporté que le feu avait été si ravageur qu'il avait dépassé les dégâts causés par l'incendie de Moscou en 1812.
Après l'incendie, 125 corps furent retrouvés. Le coroner du comté de Cook a émis l'hypothèse qu'un décompte précis était impossible, car certaines victimes pourraient s'être noyées en tentant de traverser la rivière Chicago ou avoir été incinérées, ne laissant aucun reste. Les estimations définitives vont de 200 à 300 morts, ce qui est finalement peu pour un incendie d'une telle intensité. Dans les années suivantes, d'autres catastrophes provoqueront de nombreux décès : 602 personnes à la suite de l'incendie du Théâtre Iroquois en 1903 et 835 personnes dans le naufrage du bateau Eastland sur la rivière Chicago en 1915. Cependant, le Grand incendie reste le désastre le plus connu de la ville, concernant son intensité et la capacité subséquente de Chicago à se redresser et prospérer ensuite jusqu'à devenir l'une des villes les plus puissantes du monde. Des dons d'argent, de nourriture, de vêtements et de mobiliers arrivèrent rapidement en provenance de la nation entière.
De nombreux édifices, qui faisaient la fierté des habitants de Chicago, comme l'hôtel historique du Palmer House, l'opéra de la ville, le bâtiment abritant la Chambre de commerce ou encore les prestigieux magasins de State Street ont disparu. En revanche, quelques rares constructions et structures de la ville sont sortis indemnes de l'incendie comme la Pumping Station et la Chicago Water Tower (toutes deux conçues en pierre par l'architecte William W. Boyington en 1869) ou encore la cathédrale Saint-Jacques de Chicago (Cathedral of Saint James), sont aujourd'hui des symboles officieux de la puissance destructrice de l'incendie. La cathédrale fut l'un des cinq seuls bâtiments accueillant du public à être épargnée par les flammes dans la zone sinistrée, d'autres furent l'église de la Sainte-Famille (Holy Family Church), paroisse que la famille O'Leary avait l'habitude de fréquenter, et l'église Saint-Michel (St. Michael's Church) dans le quartier d'Old Town. L'église de l'évangéliste Dwight L. Moody fut quant à elle détruite par l'incendie.

## Impact sur l'économie

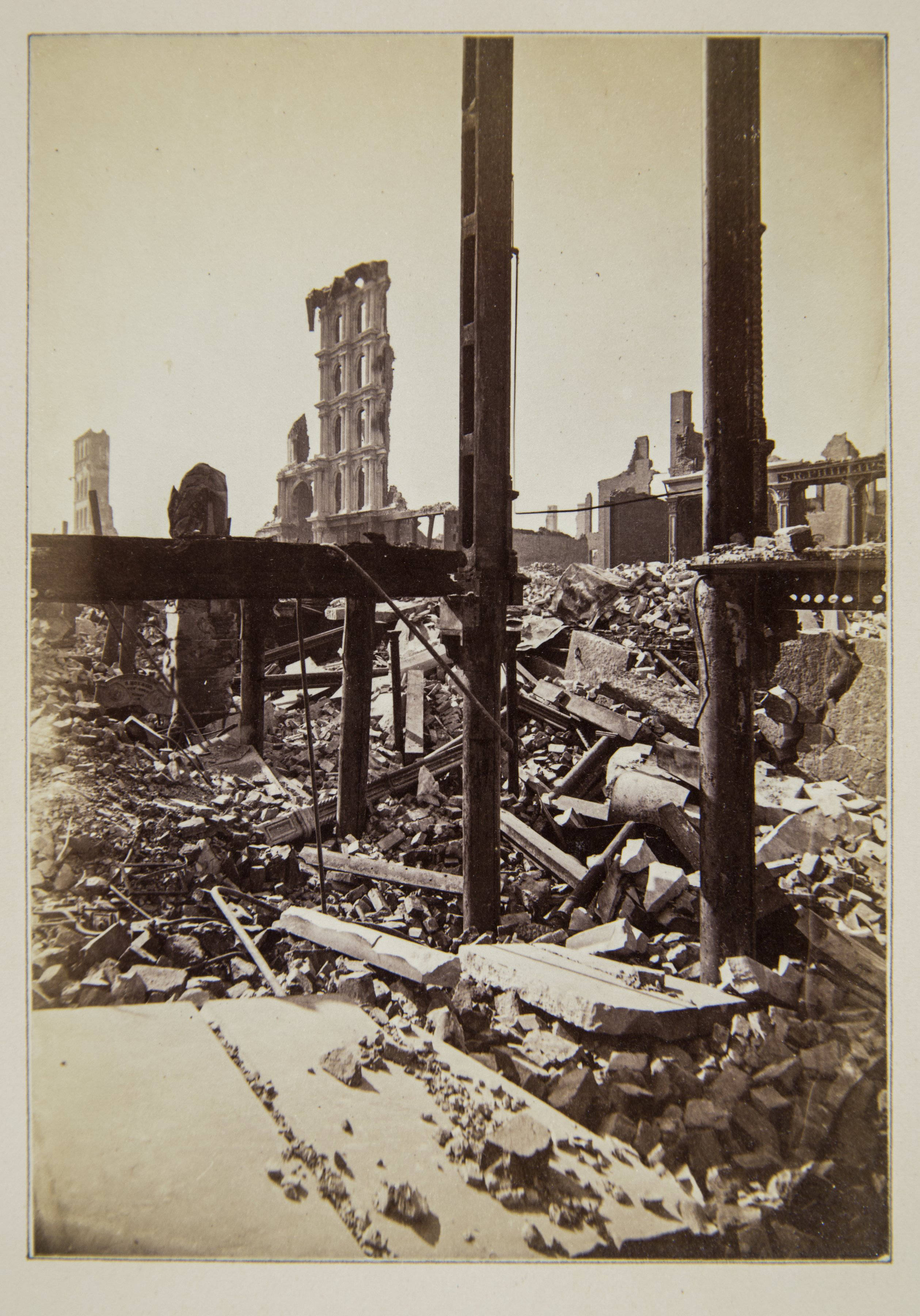
Bâtiments en ruines à l'intersection de State Street et Monroe Street.

Bien que l'incendie ait causé beaucoup de dégâts matériels, la ville n'est pas durement touchée d'un point de vue économique comme ce fut le cas dans d'autres villes lors d'événements similaires. On remarque d'ailleurs que le quartier des affaires est touché dans une moindre mesure que celui de San Francisco ravagé lors de l'incendie de 1851 et celui de Boston lors de l'incendie de 1872. La zone dévastée par les flammes dans la ville de Boston correspond à peine à 3,4 % de la zone sinistrée à Chicago mais les pertes y sont quatre fois moins importantes. Cela s'explique par le fait qu'à Boston 650 des 766 bâtiments détruits sont des locaux commerciaux situés au cœur du district du commerce de gros. C'est le cœur économique de la ville qui est touché alors qu'à Chicago la plupart des entreprises ont été épargnées par les flammes.
La Chambre de commerce et d'industrie de Chicago estime que les stocks de grain et de bois, ainsi que le bétail, sont intacts à plus de 75 %. En fait, 90 % des usines ne sont pas affectées par l'incendie. C'est le cas notamment de son port et de ses abattoirs (Union Stock Yards) qui sont situés à 6,5 kilomètres au sud de la zone incendiée et par lesquels transitent plus de 2 millions de porcs et environ 500 000 bovins. À la fin du XIXe siècle, 80 % de la viande consommée aux États-Unis provenait des abattoirs et des usines de conditionnement de Chicago. La reconstruction de la ville dynamise son économie et permet aux architectes et urbanistes de penser la ville sur des critères modernes. Les habitants qui ont survécu à l'incendie se voient d'ailleurs comme les nouveaux fondateurs de Chicago.
La municipalité de Roswell B. Mason, les propriétaires d'entreprises, les hommes d'affaires influents de Chicago et les spéculateurs fonciers tels que Gurdon Saltonstall Hubbard ont rapidement mis en place la reconstruction de la ville. Le premier chargement de bois pour la reconstruction a été livré le jour où le dernier bâtiment en flammes a été éteint. L'hôtel Palmer House a brûlé dans l'incendie 13 jours seulement après son inauguration,. Cependant, bien que ruiné par l'incendie qui a détruit les trente bâtiments qu'il possédait, le promoteur Potter Palmer obtient un prêt de 1,7 million de dollars pour reconstruire l'hôtel selon des normes plus élevées, juste en face de l'original.
Territoire plutôt agricole avant la révolution industrielle, à l’instar des autres villes de la région des Grands Lacs et du Midwest, la ville de Chicago se développe rapidement dès le début du XIXe siècle. La guerre de Sécession, de 1860 à 1865, vient confirmer son statut de pôle métallurgique et manufacturier. L'incendie n'a pas isolé Chicago du reste du monde ni remis en cause son statut de nœud ferroviaire majeur. Même si un certain nombre d'entreprises ont été endommagées ou détruites, le capital économique de la ville est préservé pour l'essentiel. Seulement 22 ans après, Chicago accueillait plus de 27 millions de visiteurs lors de l'exposition universelle de 1893 qui se déroula à Jackson Park.

## Gestion de la crise et aides extérieures

Illustration représentant des citoyens paniqués se précipitant devant la Sherman House, transportant des personnes âgées, malades et sans défense, et s'efforçant de sauver les trésors de famille (paru dans le magazine Frank Leslie's Illustrated Newspaper le 28 octobre 1871).

Le maire de Chicago Roswell B. Mason arriva au palais de justice de la ville vers minuit et se servit du bâtiment comme poste de commandement (l'hôtel de ville étant hors d'usage). Il suivit la progression de l'incendie, donna des ordres et envoya des télégrammes aux autorités d'autres villes pour leur demander de l'aide. Il mit en place un comité improvisé de dirigeants et créa aussi un comité de secours, composé de représentants et d'hommes influents des différents districts de la ville. La tâche du comité était d'organiser et d'administrer la distribution de nourriture, de fournitures, de vêtements et d'argent qui, grâce aux rapports télégraphiés sur la détresse de Chicago, a commencé à arriver ce soir-là. Des bénévoles patrouillèrent dans les rues, gardèrent les entrepôts de secours et appliquèrent les couvre-feux et autres réglementations. De nombreux bâtiments publics ouvrirent comme lieux de refuge.
Le président Ulysses S. Grant envoya six bataillons des troupes fédérales à Chicago, sous le commandement du major-général Philip Sheridan, un héros de la guerre de Sécession. Ils prêtèrent main-forte au service de police du Chicago Police Department (CPD) pour protéger la ville des pillages et des violences. La ville fut soumise à la loi martiale pendant deux semaines sous la structure de commandement du général Sheridan avec un mélange de troupes régulières, d'unités de milice, de police et d'un premier régiment de volontaires de Chicago (First Regiment of Chicago Volunteers) spécialement organisé. Quatre des six troupes fédérales restèrent sur place jusqu'à la fin de l'année pour garantir l'ordre et la paix sociale dans Chicago.
Dans les jours et les semaines qui suivirent la catastrophe, des fonds furent levés et affluèrent vers Chicago en provenance de tout le pays et de l'étranger pour reconstruire logements et édifices publics et religieux. Des dons de nourriture, de vêtements et d'autres biens provenaient de particuliers, d'hommes d'affaires, d'entreprises et de plusieurs municipalités. La ville de New York fit don de 450 000 dollars ainsi que de vêtements et de provisions, Saint-Louis, dans le Missouri, donna 300 000 dollars et le gouvernement de Londres donna 1 000 pièces britanniques en or (guinée), ainsi que 7 000 livres sterling de dons privés. À Greenock (40 000 habitants), en Écosse, l'assemblée municipale recueilla 518 livres sterling sur place. Les villes de Cincinnati, Cleveland et Buffalo firent don de centaines et de milliers de dollars. Milwaukee, ainsi que d'autres villes du Wisconsin, aidèrent en envoyant du matériel de lutte contre les incendies. De la nourriture, des vêtements, des livres et du mobilier furent apportés par train de tout le continent. Les milliardaires Jay Gould et William Henry Vanderbilt organisèrent des trains de secours pour les sinistrés depuis New York. Des contributions d'une valeur totale d'environ 5 millions de dollars arrivèrent de villes et villages de tout le pays, du Canada et de l'Europe.

## Après l'incendie

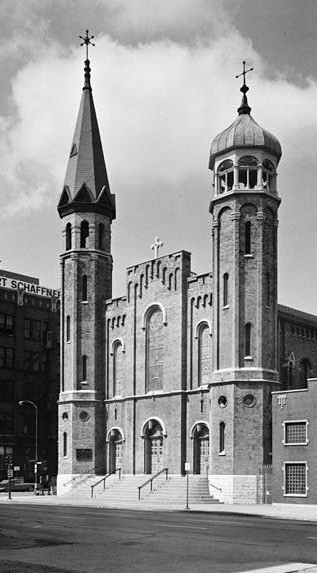
La vieille église Saint-Patrick, dont le corps principal est un des rares bâtiments à avoir survécu à l'incendie.

Depuis sa fondation en 1833, la progression démographique de la ville de Chicago est fulgurante et figure parmi les plus importantes du monde à cette époque. L'anarchie complète faisait pousser une ville champignon où se mélangeaient encore aspect rural et progrès urbain. Le chaos architectural de la ville sans code ni règlements urbanistiques fit que comme un vaste tas d'arbres enchevêtrés, la ville brûla sans discontinuer pendant 18 heures. Seul le lac Michigan, une pluie survenue inopinément et des étendues de terrains non bâtis dans les quartiers nord (North Side) ralentirent l'avancée des flammes et finirent par stopper la vague de destruction. Les responsables de la ville n'ont jamais déterminé les causes exactes de l'incendie.
À la suite de cette tragédie qui fit environ 300 victimes et plus de 100 000 sans abri, le conseil municipal de Chicago et le maire Joseph Medill commencèrent à rédiger de nouvelles normes d'incendie pour la ville, stimulés par les efforts d'éminents dirigeants d'assurance et de réformateurs de la prévention des incendies tels qu'Arthur C. Ducat. Ils promulguèrent une loi qui modifia le code du bâtiment interdisant toute nouvelle construction en bois. Chicago a rapidement développé l'une des principales forces de lutte contre les incendies du pays. Les maires de Chicago Roswell B. Mason (1869-1871) et Joseph Medill (1871-1873) modernisèrent le Chicago Fire Department et augmentèrent considérablement les moyens, le budget et les effectifs de ce dernier.
Le 4 avril 1917, les membres du conseil municipal de Chicago votèrent pour l'ajout d'une deuxième étoile au drapeau de Chicago afin de représenter le Grand incendie et l'impact de ce dernier sur l'histoire de la ville. En 1956, les restes de la maison des O'Leary furent rasés pour la construction de l'académie des pompiers de Chicago (Chicago Fire Department Academy, officiellement Robert J. Quinn Fire Academy), un camp d'entraînement pour les pompiers de la ville. En 1961, le Pillar of Fire (« Pilier de feu »), une sculpture en bronze haute de 10 mètres représentant trois flammes s'entremêlant et œuvre d'Egon Weiner, est érigé à l'entrée de l'académie pour commémorer la tragédie. En 1971, la sculpture est désignée Chicago Landmark pour le centenaire de l'incendie. En 1997, à la suite de thèses et de travaux avancés par des historiens ainsi que du témoignage de l'arrière-arrière-petite-fille d'O'Leary, les membres du comité du Chicago Police Department (CPD) votèrent pour disculper officiellement Catherine O'Leary de tout acte répréhensible et de toute responsabilité dans la propagation de l'incendie. La même année, le conseil municipal de Chicago approuva un texte de loi, soumis par le maire Richard M. Daley, déclinant toute responsabilité de la vache de Catherine O'Leary dans la tragédie, mettant fin à plus d'un siècle de brimades,.

### La «Grande reconstruction»

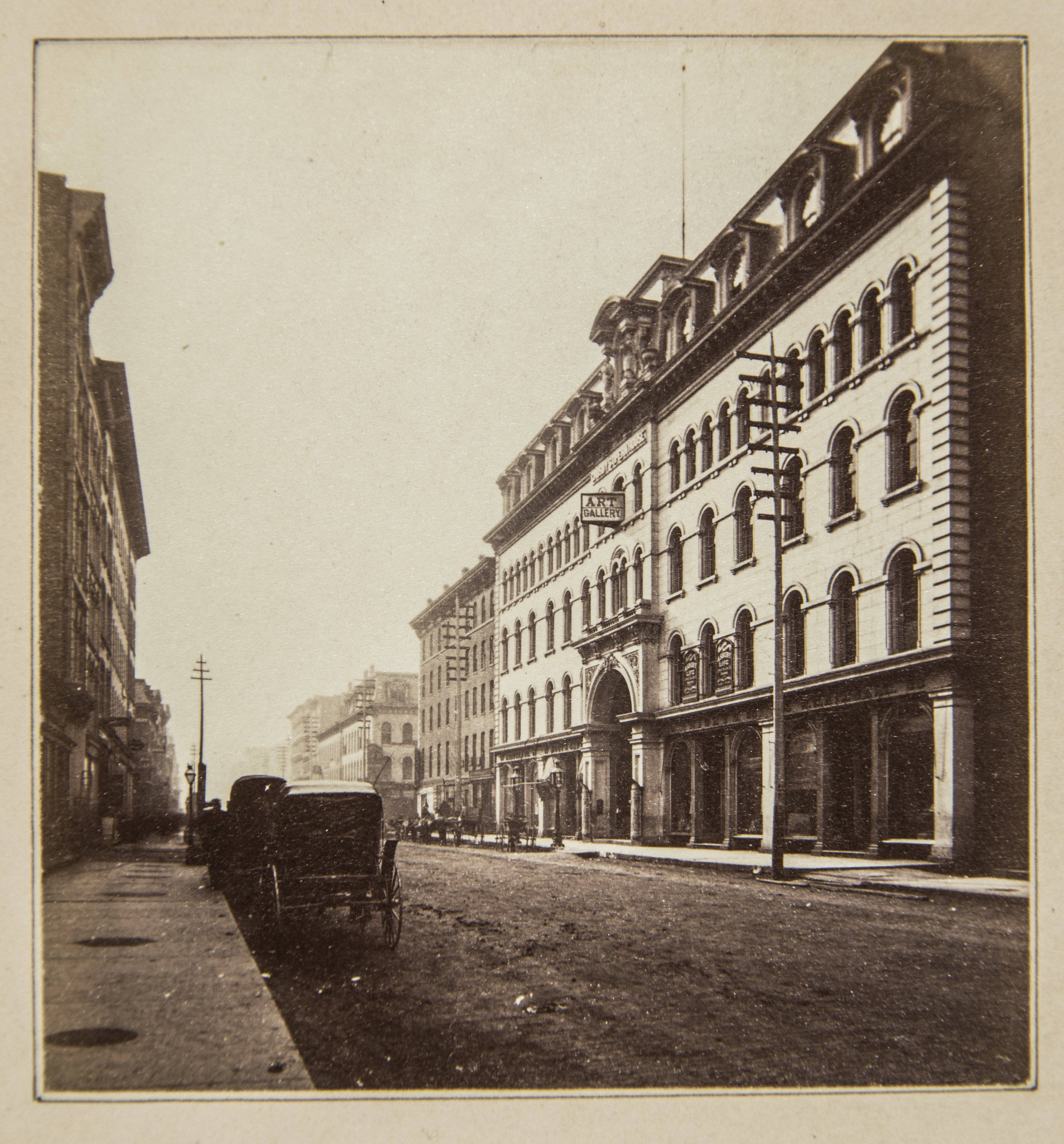
Avant l'incendie, Chicago était essentiellement composée de bâtiments à quelques étages (1860).

Malgré la dévastation causée par l'incendie, une grande partie de l'infrastructure physique de Chicago, comme ses systèmes d'eau, d'égouts et de transport, resta intacte. La quasi-totalité des bâtiments et de la voirie du centre-ville, ainsi que la majeure partie de North Side furent détruits tandis que les habitations, les usines et les abattoirs des quartiers sud (South Side) et des quartiers ouest (West Side) restèrent intacts.
Les premières autorisations de reconstruction furent délivrées par la municipalité le jour-même de l'extinction des derniers immeubles incendiés. Moins d'une semaine à peine après le déblaiement des ruines, les efforts de reconstruction commencèrent et engendrèrent un grand développement économique et une croissance démographique fulgurante. À peine six semaines après l'incendie, 212 bâtiments étaient en chantier, et ce malgré un hiver froid et précoce. Un an après, de nouveaux bâtiments furent érigés dans le South Side pour une valeur de 34 millions de dollars. Un don du Royaume-Uni stimule la création de la Chicago Public Library, un système de bibliothèques publiques gratuites, en opposition aux bibliothèques privées payantes communes dans la ville avant l'incendie.
Les nouvelles constructions ressemblèrent beaucoup aux types de bâtiments qui étaient construits avant l'incendie. En effet, le centre-ville de Chicago se composait essentiellement de petits bâtiments et d'immeubles à quelques étages. Comme cela arrive souvent à la suite d'une catastrophe, les entrepreneurs et les spéculateurs fonciers ont rapidement reconstruit sur des bases qu'ils connaissaient déjà. Les bâtiments commerciaux typiques du centre-ville, comportant quatre à cinq étages, étaient reconstruits en brique et en pierre. En 1872, Chicago organisa un concours d'architecte afin de construire un nouvel hôtel de ville et un tribunal. Il faudra attendre encore 10 à 15 ans avant que les premiers gratte-ciel avec des charpentes en acier (les structures métalliques étant un moyen rapide, solide et facile d'assemblage), des ascenseurs et d'autres innovations voient le jour. En 1880, la population de la ville était de 503 185 habitants.

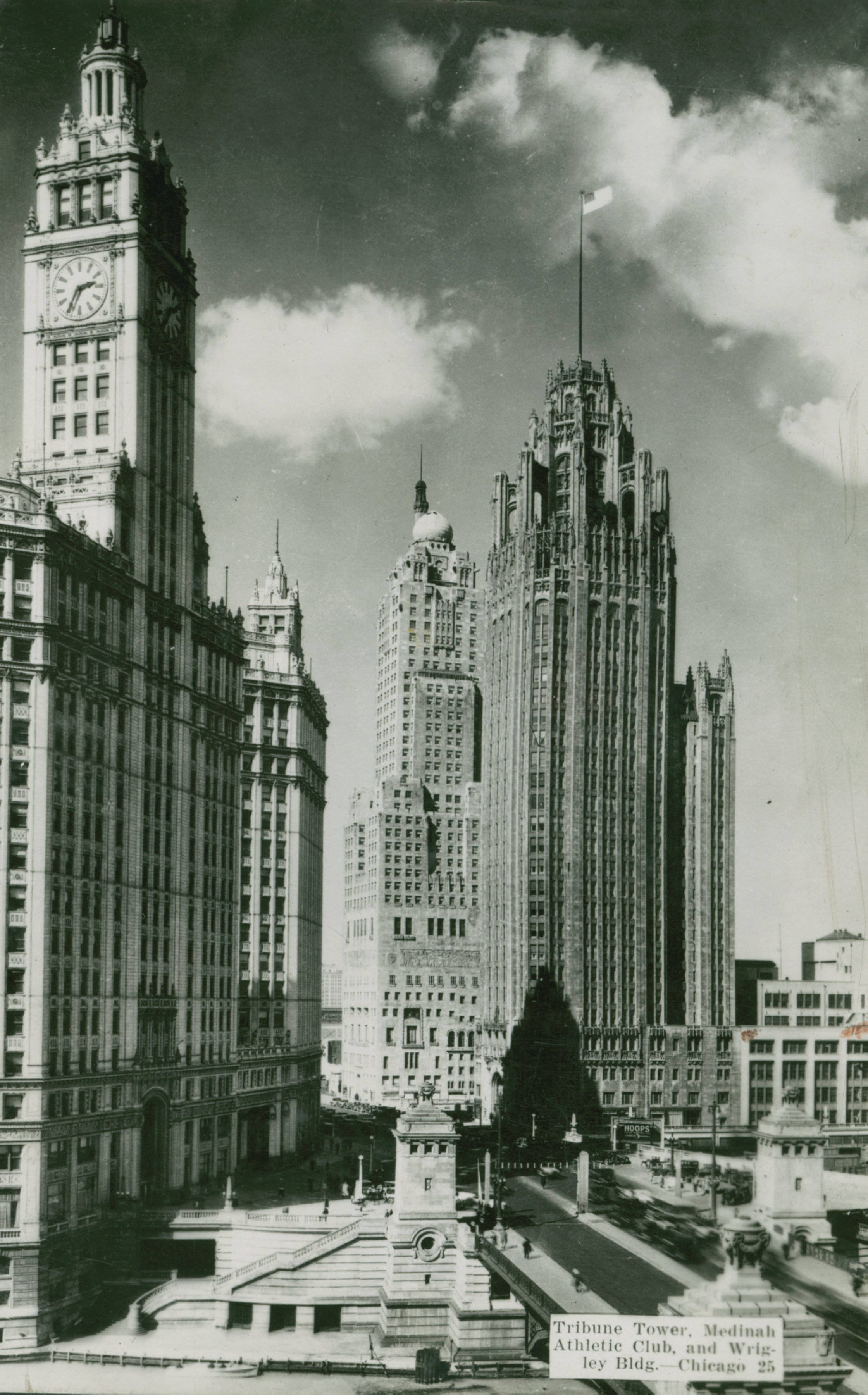
Le Wrigley Building, le Medinah Athletic Club (actuel InterContinental Chicago Magnificent Mile) et la Tribune Tower font partie de cette nouvelle génération de grands bâtiments modernes et à l'architecture raffinée qui émerge dans la ville de Chicago à la fin des années 1920.

En décembre 1871, le maire de Chicago Joseph Medill (successeur de Mason) mit en place le parti temporaire appelé « Fireproof », qui servit pendant deux ans afin de mettre en œuvre la grande reconstruction de la ville ainsi que la restructuration de ses services municipaux. Les autorités municipales avaient désormais le champ libre d'organiser la ville sur des critères différents et de se lancer dans des projets urbanistiques et architecturaux qui transformèrent Chicago en ville la plus avancée du continent américain. Au cours des années 1880, les architectes jetèrent les bases d'une ville moderne avec les premiers bâtiments de grande hauteur à ossature en acier.
La ville devient un laboratoire pour l'École d'architecture de Chicago qui réunit certains des architectes les plus influents des États-Unis dont Louis Sullivan, Daniel Burnham, William Holabird, John Wellborn Root, Charles B. Atwood, Dankmar Adler et William Le Baron Jenney qui furent attirés par les opportunités de reconstruction que leur offrait la ville. Ils développèrent dans les années 1880 et 1890 le « style Chicago », issu de l'école d'architecture du même nom, et dotèrent le centre-ville de Chicago d'une nouvelle génération d'immeubles toujours plus hauts. 14 ans après l'incendie, William Le Baron Jenney construit le premier gratte-ciel de l'histoire : le Home Insurance Building (1885). Des bâtiments comme le Montauk Building (1883), le Rookery Building (1888) et le Monadnock Building (1889-1891) font partie de cette période florissante. En 1893, la ville accueillit l'Exposition universelle de Chicago qui attira 27 millions de visiteurs. En effet, le dynamisme de la ville de Chicago fut tel qu'elle réussit à se réapproprier l'incendie, qui faillit l'anéantir, pour en faire le support de sa nouvelle prospérité. Lorsque la ville de San Francisco fut ravagée par un tremblement de terre en 1906 les élus locaux recommandèrent de s'inspirer de l'exemple de Chicago. Dans les années 1900, le « Plan Burnham » des architectes-urbanistes Daniel Burnham et Edward H. Bennett transforma en profondeur la structure urbaine de Chicago qui deviendra la ville telle que nous la connaissons aujourd'hui,.
En 1875, le Harper's Weekly s'émerveille de « cet esprit d'entreprise et de détermination qui a subi, au sens propre, l'épreuve du feu ». L'économiste français Paul de Rousiers fait remarquer dans son ouvrage La vie américaine sorti en 1892, que « l'esprit booster atteint son intensité maximum à Chicago », il mentionne également [en parlant des Chicagoans] « ils sont capables d'efforts extraordinaires, avec un optimisme superbe, avec une audace admirable et folle, ils construisent tout de suite des bâtiments de grande industrie, des hôtels et des clubs dignes d'une capitale ». En 1893, le maire Carter Harrison, Sr. présente Chicago comme « la plus grande ville du plus grand pays du monde »,,. Pour l'historien Henry Adams, « Chicago est à la fin de ce siècle le meilleur endroit pour observer les nouvelles énergies qui traversent l'Amérique ». En fait, nombreux sont ceux qui pensent, à l'instar de cet Anglais qui découvre la ville en 1872, que « Chicago c'est l'essence concentrée de l'américanisme ». Ils partagent le point de vue du critique d'architecture français Jacques Hermant pour qui, « Chicago c'est l'Amérique »,. Même si aujourd'hui Chicago est la troisième ville du pays derrière New York et Los Angeles, elle incarne encore pour beaucoup la ville américaine par excellence. L'ampleur des destructions subies, et la rapidité avec laquelle Chicago se relève, en font un sujet d'admiration. C'est une référence notamment pour les villes frappées par une catastrophe naturelle ou matérielle.

## Événements similaires

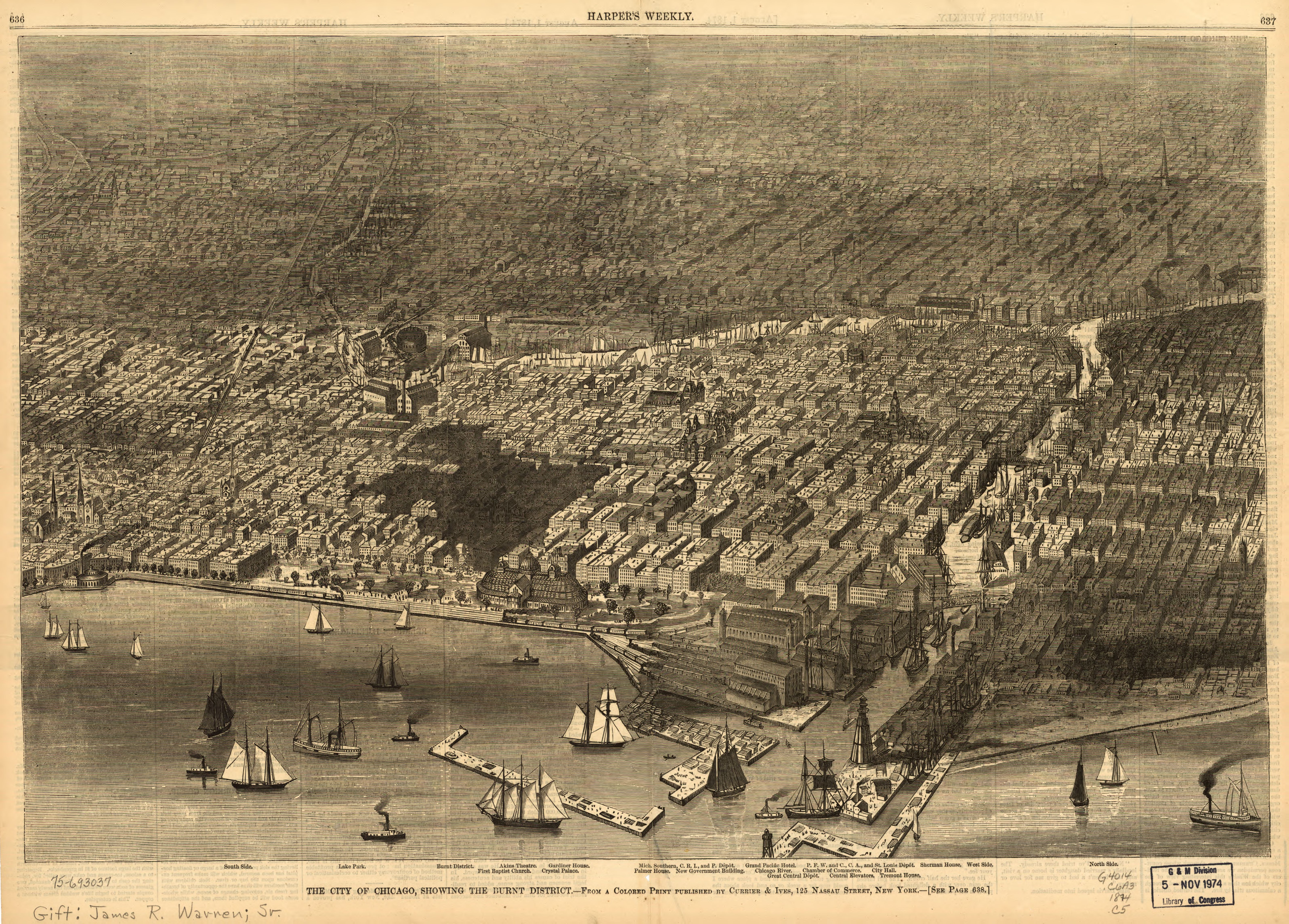
Illustration du centre de Chicago montrant les dégâts causés par l'incendie de 1874 (la zone en noir), publiée dans le magazine Harper's Weekly le 1 août 1874.

En 1871, dans la région du Midwest, trois autres grands incendies eurent lieu le long du lac Michigan en même temps que le Grand incendie de Chicago. Dans le Wisconsin, un feu de prairie attisé par des vents violents détruisit la petite ville de Peshtigo ainsi qu'une douzaine d'autres villages, tuant entre 1 200 et 2 500 personnes et ravageant environ 6 000 km2. De l'autre côté du lac à l'est, la ville de Holland, dans le Michigan, et d'autres localités avoisinantes brûlèrent également. À quelque 150 kilomètres au nord de Holland, le village de bûcherons de Manistee fut aussi atteint par un incendie.
En 1872, soit un an plus tard, c'est la ville de Boston, dans le Massachusetts, qui est touchée par un grand incendie. Il détruisit 26 hectares et 776 bâtiments du centre-ville ; 30 personnes (dont 12 pompiers de Boston) périrent au cours de la tragédie et un coût estimé à 73,5 millions de dollars de dégâts (équivalent à 1,4 milliard de dollars en 2020). À l'instar de Chicago, Boston s'est rapidement reconstruite selon des critères modernes.
Le 14 juillet 1874, à peine trois ans après le Grand incendie qui ravagea la ville, un autre incendie éclata à Chicago et réduisit en cendres environ 19 ha (47 acres) du quartier de South Loop (juste au sud du Loop). L'événement est connu comme étant le « Deuxième incendie de Chicago » (voir illustration ci-contre). Il détruisit 812 structures et 20 personnes périrent. Le quartier touché abritait la communauté d'immigrants juifs de Chicago en provenance de Russie et de Pologne, ainsi qu'une importante population Afro-Américaine de la classe moyenne. À la suite de l'incendie, les deux communautés furent déplacées vers d'autres quartiers du West Side et du South Side de la ville. Le déficit de pluviométrie qui dura depuis des semaines ainsi qu'un vent sec et chaud soufflant depuis les Grandes Plaines rendèrent les circonstances de l'incendie de 1874 similaires à celui de 1871.

## Panorama de Chicago après l'incendie

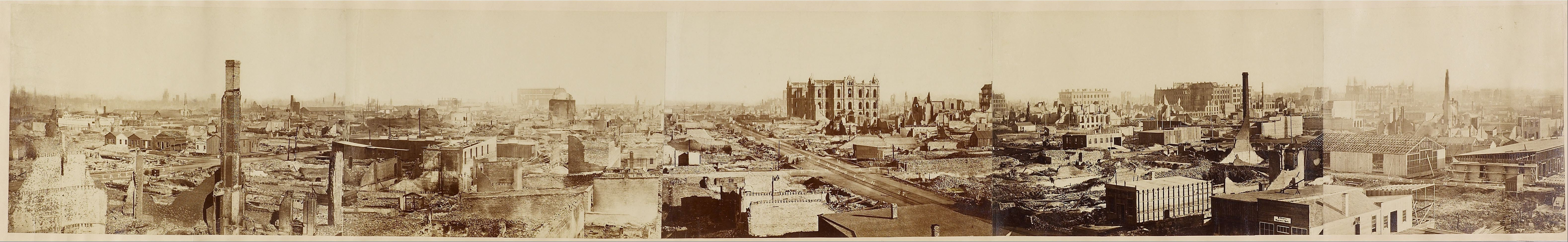
Vue panoramique sur le centre de Chicago totalement dévasté après le Grand incendie. C'est à partir de ses ruines que la ville renaîtra avec un nouveau plan d'urbanisme et une architecture ultra moderne.

## Dans la culture populaire

### Au cinéma
- 1925 : La Cité en flammes (titre original : Metropolis) de W. S. Van Dyke ;
- 1938 : L'Incendie de Chicago (titre original : In Old Chicago) réalisé par Henry King et qui reprend la thèse accidentelle de la vache dans la grange de la famille O'Leary ;
- 1946 : Gilda réalisé par Charles Vidor ; on y voit l'actrice Rita Hayworth interpréter la chanson Put the Blame on Mame à la guitare, y faisant référence au Grand incendie de Chicago ;
- 1955 : You Are There, The Chicago Fire (October 8-9, 1871) de Bernard Girard ;
- 1957 : City in Flames, épisode de la série The 20th Century Fox Hour, diffusé le 6 mars 1957 sur CBS ;
- 1976 : Time Travelers réalisé par Alexander Singer et produit par Irwin Allen, où deux hommes remontent le temps afin de sauver une patiente d'une grave maladie.

### Dans la musique
- Le morceau Billow of Fire (1871) par Philip P. Bliss fait référence à l'incendie ;
- Le morceau Lost and Saved (1871) par George Frederick Root fait également référence à l'incendie ;
- La chanson Passing Through the Fire (1871) par George Frederick Root est dédiée à la tragédie ;
- La chanson Put the Blame on Mame (1946) est interprétée par Rita Hayworth et Anita Ellis pour le film Gilda[75] ;
- Le morceau The Element: Fire, extrait du coffret The Smile Sessions (2011) du groupe les Beach Boys, rend hommage à Catherine O'Leary.

### Dans la littérature
- 1872 : Barriers Burned Away par Edward Payson Roe ;
- 1889 : Daniel Trentworthy : A Tale of the Great Fire of Chicago par John McGovern ;
- 1892 : La vie américaine par Paul de Rousiers ;
- 1897 : The Fire Bugs of Chicago par Jas. D. Montague ;
- 1912 : The Financier de Theodore Dreiser ; bien que se déroulant à Philadelphie, l'ouvrage décrit l'impact national de l'incendie de Chicago sur les marchés boursiers et le monde financier ;
- 1940 : A History of Chicago, volume 2 : From Town to City, 1848-1871 par Bessie Louise Pierce. New York : A. A. Knopf. Réédité par The University of Chicago Press, 2007,  (ISBN 978-0-226-66840-6) ;
- 1957 : A History of Chicago, volume 3 : The Rise of a Modern City, 1871-1893 par Bessie Louise Pierce. New York : A. A. Knopf. Réédité par The University of Chicago Press, 2007,  (ISBN 978-0-226-66842-0) ;
- 1986 : Illinois !, roman de Noel Gerson ;
- 1995 : The Great Fire par Jim Murphy ;
- 2012 : L'agence Pinkerton (Tome 3) - Le complot de la dernière aube par Michel Honaker ;
- 2015 : I Survived the Great Chicago Fire, 1871 par Lauren Tarshis ;
- 2021 : Chicago's Great Fire par Carl Smith ;

### Dans le sport
- Les Fire de Chicago sont une franchise professionnelle de soccer de Chicago évoluant dans la Major League Soccer. L'équipe est fondée le 8 octobre 1997 pour célébrer le 126e anniversaire du grand incendie de Chicago.

### Numismatique
- Une médaille du centenaire a été émise en 1971 par la ville de Chicago à l'occasion du centième anniversaire de l'incendie[76].